# Owady bezskrzydłe
Owady bezskrzydłe (Apterygota) – jedna z dwóch tradycyjnie wyróżnianych podgromad owadów. Obejmuje lądowe i wodne gatunki nieposiadające skrzydeł, podobnie jak ich przodkowie (pierwotnie bezskrzydłe). Najstarsze ślady kopalne pochodzą z okresu ok. 400 mln lat temu.
Badania genetyczne wskazują na to, że tradycyjnie rozumiane Apterygota są taksonem parafiletycznym. W związku z tym, dla zapewnienia monofiletyzmu, podzielono ją na kilka grup, z których część przestano zaliczać do owadów (Insecta), a zaliczono tylko do sześcionogów (Hexapoda).

## Opis
Szeroko rozprzestrzenione, małe owady o miękkim ciele, o zmiennej liczbie (6-12) segmentów odwłoka. Odwłok zwykle zaopatrzony w parzyste przydatki (odnóża szczątkowe, narządy czepne lub skoczne). Rozdzielnopłciowe. Aparat gębowy typu gryzącego u większości gatunków. Preferują miejsca wilgotne i ciemne, w glebie, ściółce, pod korą drzew, a także w pomieszczeniach ludzkich. Żywią się próchnicą i rozkładającymi się szczątkami roślinnymi. Przechodzą rozwój prosty bez przeobrażenia lub metamorfozę szczątkową. 

## Rzędy
- Archaeognatha - przerzutki (syn. Microcoryphia)
- Zygentoma - rybiki (syn. Thysanura)

Tradycyjnie do owadów bezskrzydłych zaliczane są też skoczogonki, pierwogonki oraz widłogonki, obecnie traktowane jako odrębne gromady stawonogów.